# جيف بوريس
جيف بوريس (بالإنجليزية: Jeff Burris)‏ هو لاعب كرة قدم أمريكية أمريكي، ولد في 6 يونيو 1972 في روك هيل في الولايات المتحدة.

## وصلات خارجية
- جيف بوريس على موقع مرجع كرة القدم المحترفة.كوم (الإنجليزية)